# Live: The Beautiful Soul Tour
Live: The Beautiful Soul Tour è un album live dell'attore e cantante Jesse McCartney, pubblicato nel 2005.
Il disco è basato sul tour dello stesso anno, relativo a Beautiful Soul, l'album di debutto dell'artista che era uscito nel 2004.

## Tracce
1. Without U - 4:00
2. That Was Then - 3:51
3. Because You Live - 3:43
4. Good Life - 3:17
5. She's No You - 3:21
6. Best Day of My Life - 2:50
7. Take Your Sweet Time - 5:20
8. Why Don't You Kiss Her? - 3:39
9. What's Your Name? - 7:10
10. The Stupid Things - 5:00
11. Beautiful Soul - 4:26
12. Get Your Shine On - 6:47